# Chiesa di Santa Maria Avvocata dei Peccatori
La chiesa di Santa Maria Avvocata dei Peccatori è una chiesa storica di Napoli ubicata nell'omonima via.

## Storia e descrizione
Nel 1631 i Padri Teatini, dopo una fortunata missione nel borgo Sant'Antonio Abate dove avevano aperto un oratorio, ebbero la possibilità di insediarsi nella zona in un palazzo di proprietà di Diomede Carafa Bozzuto, dove fondarono il loro convento. In seguito cominciarono i lavori per la costruzione di una chiesa. Questa fu ampiamente restaurata e rifatta nel XVIII secolo, poiché era in pericolo di crollo.
Nel 1816 il sacerdote Domenico Cutillo insediò nel convento, abolito nel 1806 durante il decennio francese, la Pia Opera del Ritiro di Santa Maria del Gran Trionfo, che si occupava di accogliere e distogliere le donne dalla prostituzione. Per questo la struttura era anche individuata come Convento delle Pentite. Anche la chiesa assunse il nome di Santa Maria del Gran Trionfo.
Dal 1979 il convento annesso è una sede dell'Opera don Calabria, che fornisce assistenza ai carcerati della Casa Circondariale di Poggioreale e, a partire dagli anni '80 della "Città dell'Essere".
La struttura presenta una facciata barocca, partita da lesene ioniche, poggiate su un piedistallo in piperno. Il portale, anch'esso in pietra lavica, è circondato da una cornice in stucco sovrastata da un finestrone costituito, anch'esso, dallo stesso collante. Il coronamento della facciata si conclude, invece, con un timpano arcuato.
All'interno le due opere d'arte più significative che si conservano sono: una tela seicentesca sull'Assunzione di ignoto autore e un Sant' Antonio da Padova, statua lignea settecentesca.